# John Danforth
John Claggett Danforth (ur. 5 września 1936 w Saint Louis) – amerykański prawnik, polityk, członek Partii Republikańskiej.

## Działalność polityczna
Od 1969 do 1976 był prokuratorem generalnym Missouri, a następnie od 27 grudnia 1976 do 3 stycznia 1995 senatorem Stanów Zjednoczonych z Missouri (1. Klasa). Od 2004 do 2005 był ambasadorem przy ONZ.